# Исмаилова, Лола Ибрагимовна
Лола Ибрагимовна Исмаилова (тадж. Исмоилова Лоланисо Иброҳимовна; 4 октября 1929, Дюшанбе — 11 декабря 2012, Душанбе) — советский таджикский биолог, доктор биологических наук (1986), профессор (1987). Неофициальная королевы красоты СССР.

## Биография
Лоланисо Исмаилова родилась 4 октября 1929 года в городе Душанбе. В 1953 году окончила биологический факультет Таджикского государственного университета.
Защитила кандидатскую диссертацию на тему «Изменения сосудов почек при травматических и реконструктивных операциях» и докторскую диссертацию на тему «Изменения структуры и активности лимфатических узлов при ожогах».
Ассистент (1953—1970), доцент кафедры гистологии (1970—1973) и заведующий кафедрой биологии и общей генетики Таджикского государственного медицинского университета (1973—1993).
Имя Лолы Исмаиловой в советские времена в одночасье стало символом «свободной и красивой женщины Востока» после того, как её фотографию опубликовали в 1949 году на обложке журнала «Огонёк» – самого престижного журнала в СССР.
В 1948 году в республике отмечали 25-летие Таджикской ССР. В этот день в Таджикистан приехали журналисты центральной прессы Советского Союза. Увидев Лолу, они сфотографировали ее в костюме рубобистки.
Лола Исмаилова была первой таджичкой, которая покорила вершины такой науки, как биология, а также удостоилась степени доктора биологических наук и звания профессора, а так же была одной из первых выпускниц Таджикского национального университета.

## Научная деятельность
Основные исследования Лоланисо Исмоиловой связаны с вопросами изменения структуры и функций лимфатических узлов при ожоговых болезнях. Она также занималась исследованиями послеоперационной реконструкции позвоночника, изучала изменения компенсаторных усилий и реконструкцию кровеносных сосудов внутри почки. Серия исследований Лоланисо Исмаиловой посвящена вопросам посттравматической регенерации у животных и изменениям внутрипочечных сосудов при компенсаторно-регенеративной гипертрофии.
Лоланисо Исмаилова доказала, что расширение кровотока не играет большой роли в увеличении размеров и объема почек. Лоланисо Исмоилова также проводила исследования по воспроизводству селезенки, результат которых известен в науке как «феномен Брауна-Исмоиловой».